# Aanslag op Hanns Rauter

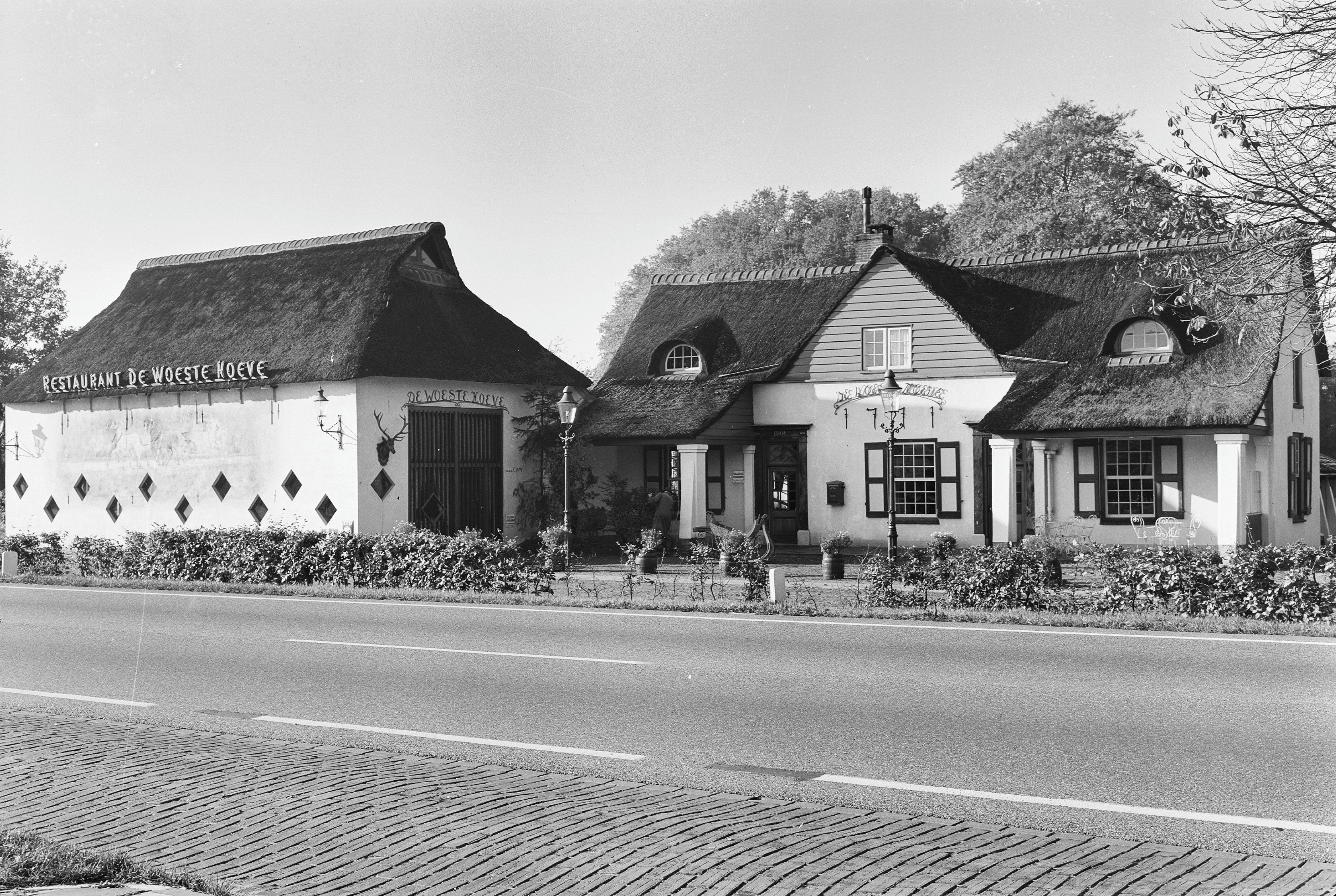
De Woeste Hoeve in 1967

In de nacht van 6 op 7 maart 1945 raakte de SS-officier Hanns Albin Rauter, de nazi-Duitse leider van de politie in Nederland, bij de Woeste Hoeve op de oostelijke Veluwe zwaargewond bij een toevallige aanslag. Op 8 maart 1945 executeerden de Duitse bezetters als represaille 117 gevangenen bij de plaats van de aanslag.

## De aanslag
Het was toeval dat een van de kopstukken van de bezettende macht slachtoffer werd van de aanslag. Een Apeldoornse afdeling van de Binnenlandse strijdkrachten wilde met één actie twee doelen bereiken:
- Het bemachtigen van een vrachtwagen voor het vervoer van wapens. Het vervoeren van wapens met fietsen was gevaarlijk en ineffectief;
- Het bemachtigen van een partij van 3 ton varkensvlees.

De Binnenlandse Strijdkrachten vernamen op 6 maart dat bij een exportslachterij in Epe een partij van 3 ton varkensvlees zou liggen. Deze zou een dag later met een vrachtwagen door de Wehrmacht worden opgehaald. Door een Wehrmacht-vrachtwagen te bemachtigen en zich in Epe als Wehrmacht voor te doen, konden voorgaande doelen behaald worden. De verzetsstrijders die de overval zouden plegen, waren Geert Gosens (leider), Henk de Weerd, Karel Pruis, Wim Kok, Sepp Köttinger en Herman Kempfner. Beide laatstgenoemden waren Oostenrijkse gedeserteerde SS'ers.
Diezelfde avond was Rauter echter, met zijn chauffeur Wilhelm Klotz en zijn adjudant Untersturmführer Erwin Exner, vanuit zijn hoofdkwartier te Didam, via Zevenaar en Arnhem, onderweg naar Apeldoorn. Hij reed met een grijsgroene BMW-cabriolet, maar de verzetsstrijders zagen in het donker de personenauto aan voor de vrachtwagen waarop ze wachtten.
De oorzaak van de schietpartij die volgde, moet gezocht worden in het feit dat de wagen van Rauter werd tegengehouden door verzetsstrijders in Duitse uniformen. Het verzet was namelijk niet op de hoogte van het feit dat Rauter kort daarvoor zelf nieuwe maatregelen had afgekondigd, namelijk dat voertuigcontroles 's nachts alleen nog binnen de bebouwde kom mochten plaatsvinden. Doordat het toch buiten de bebouwde kom gebeurde, wist Rauter meteen dat de wegblokkade van het verzet moest zijn en trok hij zijn wapen. Een schietpartij was het gevolg, waardoor Wilhelm Klotz en Erwin Exner vrijwel direct werden gedood en Rauter zwaargewond raakte. Rauter wist zich als dood voor te doen, waarna de verzetslieden vertrokken. Rauter werd enige tijd later, badend in het bloed, gevonden door Duitse militairen en naar het Reserve-Kriegslazarett in Apeldoorn overgebracht. Hij verbleef hier de rest van de oorlog. Wilhelm Klotz en Erwin Exner liggen begraven op de Duitse militaire begraafplaats in Ysselsteyn.

## De represailles

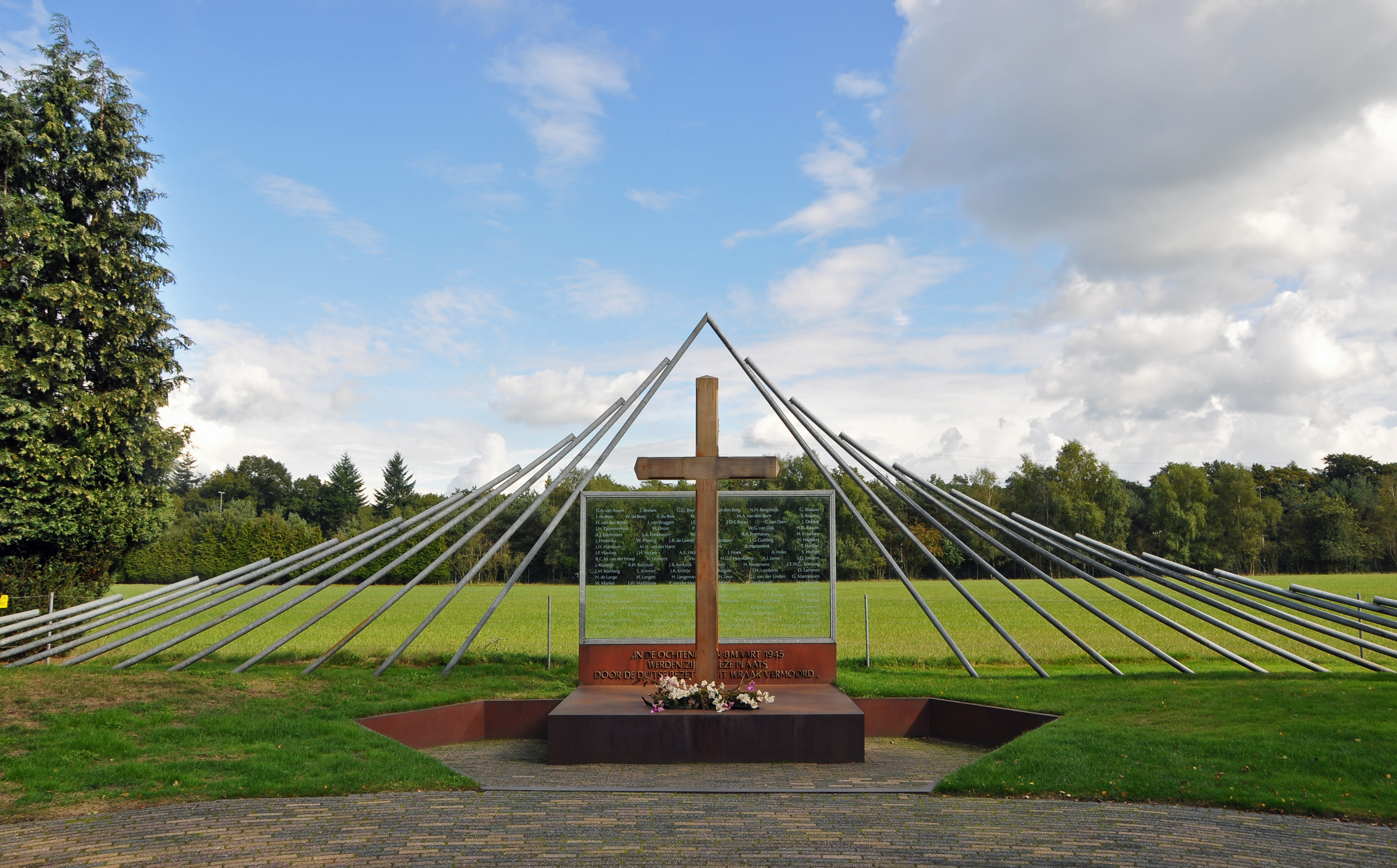
Het monument De Woeste Hoeve van Tirza Verrips

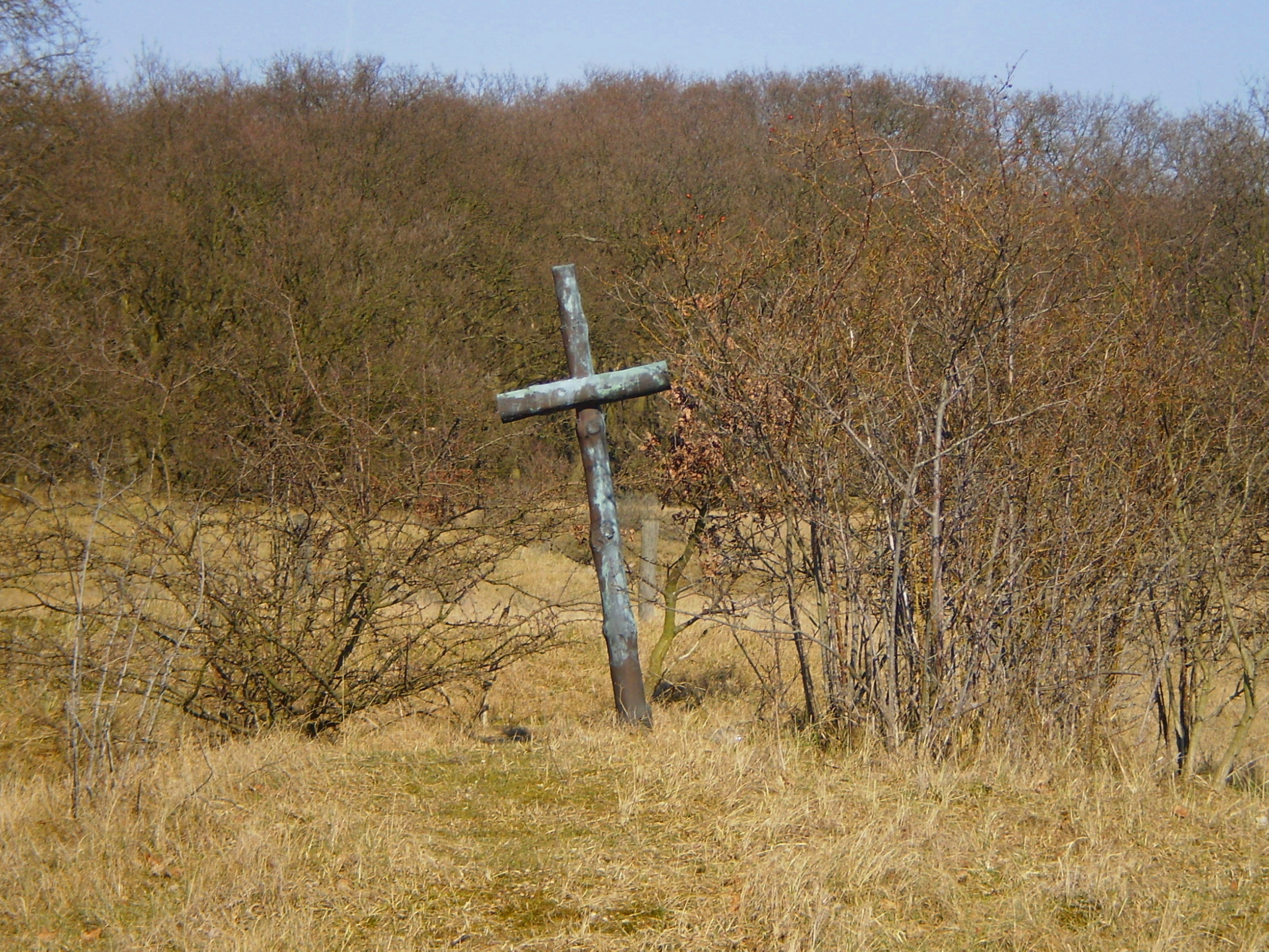
Het zgn 'Rauterkruis' op de Waalsdorpervlakte als gedenkmonument voor de fusillade aldaar

Op 8 maart 1945 vond als represaillemaatregel de grootste massafusillade uit de oorlogsjaren in Nederland plaats.
In de ochtend van die dag, nog geen twee maanden voor de bevrijding van Nederland, executeerden de Duitse bezetters als wraak 117 gevangenen bij de plaats van de aanslag. Deze gevangenen kwamen vanuit de Willem III-kazerne te Apeldoorn en uit gevangenissen in Assen, Almelo, Zwolle, Doetinchem en Colmschate. Een ongeveer 50 man sterk vuurpeloton van de Grüne Polizei voltrok het vonnis.
Daarnaast werden door het hele land executies voltrokken:
- 53 gevangenen uit Amsterdam werden op het terrein van het theehuis Rozenoord geëxecuteerd (zie: Represailles Rozenoord)
- 49 Todeskandidaten in Kamp Amersfoort werden aan het einde van de schietbaan geëxecuteerd.
- 11 gevangenen uit de cellenbarakken te Scheveningen (het Oranjehotel) werden, samen met 27 Todeskandidaten, op de nabijgelegen Waalsdorpervlakte geëxecuteerd.
- 6 Todeskandidaten uit Utrecht werden naar Fort de Bilt gebracht en daar geëxecuteerd.

Van de verzetsstrijders die de aanslag pleegden, werden Karel Pruis en Herman Kempfner een week na de aanslag door leden van een Duitse patrouille doodgeschoten toen zij wapens en munitie probeerden te verplaatsen. Het lichaam van Kempfner is nooit teruggevonden.

## Monument
Bij de Woeste Hoeve herinnert Monument Woeste Hoeve met de namen van de gefusilleerden, onthuld door de Gelderse Commissaris van de Koningin Jan Terlouw op 4 mei 1992, aan de gevolgen van de aanslag. In juli 1945 was reeds een eerste monument opgericht; tot in 1970 werden jaarlijks herdenkingen gehouden. Bij het monument wordt jaarlijks op 8 maart een herdenking georganiseerd door de Stichting Monument Woeste Hoeve. Op de Waalsdorpervlakte herinnert het zogeheten Rauterkruis aan de fusillades. De slachtoffers liggen begraven op Ereveld Loenen.

### Slachtoffers
Deze lijst bevat de namen van personen met een eigen Wikipedia-artikel die bij Woeste Hoeve zijn geëxecuteerd.
- Nico Bergsteijn
- Abraham du Bois
- Marinus van den Born
- Jan Braams
- Henk Drost
- Bernard van der Hoop
- Jacob de Goede
- Harmen Koopmans
- Herman Leus
- Czesław Oberdak
- Michiel Ploeger
- Harmanus Schipper
- Koop Schra
- Toon Slurink
- Piet Smit
- Bram Streefland
- Jan Thijssen
- Marius van der Veen
- Piet van de Velde
- Jan Vroom